# 剰余労働時間
剰余労働時間（じょうよろうどうじかん）とはマルクス経済学用語の一つ。労働者が働くこととされている労働時間のうちで、資本家の搾取となる剰余価値となる分を生産する時間の事を言う。たとえば一日の労働時間が8時間で日給が8000円の場合、労働者が8000円分の生産高をあげるのに必要とされている時間が4時間だとしたら、労働者の一日の生産高は16000円と言うことになり、この16000円から日給の8000円を引いた残り8000円の価値を生み出す4時間分の労働での生産高が資本家に搾取されている分ということになり、この場合の4時間のことを剰余労働時間と言う。